# 一般人による画像・動画・音声記録の適法性

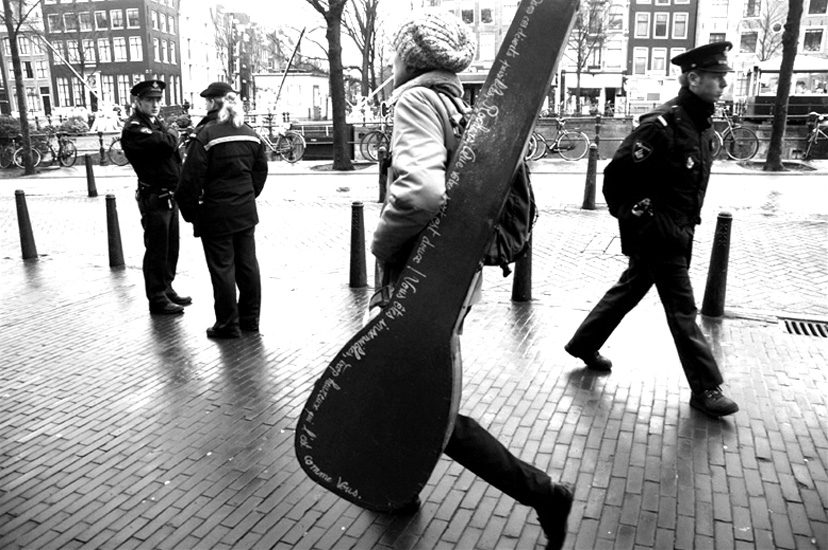
オランダ・ アムステルダムで警察官を撮影する

一般人による画像・動画・音声記録の適法性（いっぱんじんによる がぞう・どうが・おんせいきろくの てきほうせい、英：legality of recording by civilians）は、「一般人」(英：civilian)が、他人や他人の所有物の画像・動画・音声を記録することの適法性に関する問題である。
制限はあるものの、公有地におけるものは概ね適法とされている。但し、法律がない、あるいは法律があっても基準が曖昧な国・地方は多い。
なお本項目では、記録行為そのものを主題とし、記録の二次利用（公表、複製など）についての問題は考慮しない。また、記録された対象が著作物その他の知的財産権の対象である場合についても、その側面は考慮しない。
また、市民や私人、カメラマン（報道、芸術、趣味）、旅行者、研究者などの民間人による記録行為を対象都市、公務員（行政官、軍人や警察官など）が公務上記録する場合は対象としない。

## 概要
一般人が、他人や他人の所有物の画像・動画・音声を記録することが適法かどうかは、国・地方によって異なるが、多くの国・地方では、「公共物」「公有地内の人物」「公有地から見えるまたは聞こえる私有地内」の画像・動画・音声を、カメラやボイスレコーダー（ICレコーダー）で記録することは、通常、適法である。私有地に立ち入って画像・動画・音声を記録する場合は、立ち入り行為自体に権限のある者の許可が原則として必要である。
なお「公共物」「公有地」は、一般人が自由に見ることができる物、出入りできる道路、公園などを想定しているが、多くの国では国防施設の撮影は禁じられている。
基本的人権の一つの精神的自由権や民主主義の根幹である表現の自由や言論の自由との兼ね合いとなるが、他人のプライバシーを保護するために、多くの国・地方では一般人が、他人や他人の所有物の画像・動画・音声を記録する行為を制限する法律がある。複雑なことに、多くの場合、写真撮影に関する法律と映画撮影に関する法律は大きく異なっている。

### 米国
米国では、アメリカ同時多発テロ事件、カメラ付き携帯電話の普及により、多くの州市町は撮影禁止法（anti-photography law）を制定した。条例や政策で、特定のランドマークや施設を撮影禁止にしている州市町もある。

### 日本
日本では、日本国憲法施行以降は、特に撮影禁止法は制定されていない。戦前は治安維持法令による軍事施設、重要施設の撮影などの間接的取締はあったと考えられる。
また、画像・動画・音声の記録行為の適法性に関する法律は基準が曖昧である。「他人」の画像・動画・音声を記録する行為を、個人の肖像権・人格権・プライバシー権に関わる問題として、ケースによっては違法とした。「他人の所有物」の画像・動画・音声の記録に関しては基準が曖昧である。なお、一般人ではなく公権力によるものであるが、最高裁判所は「公権力が『正当な理由無く』個人を撮影してはならない」としている。

## 法律違反の例

### 重要施設
米国では、テロリストの攻撃対象になりうる施設は撮影制限がある。例えば、多くの橋は撮影禁止の標識がある。ニューヨーク市スタテンアイランドとブルックリンを結ぶ上下2層の自動車道専用の吊り橋ヴェラザノ・ナローズ・ブリッジは、橋の構造をビデオ撮影することが禁止されている。
2004年8月、米国・バージニア州アナンデールで、夫が運転している時、妻がチェサピーク湾ブリッジを撮影したため、夫が逮捕拘留された。夫はハマース関係者で、重要参考人とされた。のちに、告訴されずに保釈された。
日本では、国防施設や重要施設（高層ビル、橋、空港、鉄道、道路など）も、公有地からの行う分には撮影禁止ではない。もちろん、一般人が自由に出入りできない私有地に立ち入って画像・動画・音声を記録する場合は、立ち入り行為自体に権限のある者の許可が原則として必要である。

### 「のぞき」撮影
多くの都市は、カメラ付き携帯電話などで女性のスカートの中を盗み撮りするいわゆる「アップスカート」、女性の胸元の乳房を上から盗み撮りするいわゆる「ダウンブラウス」などの「のぞき」撮影を、法律で禁止している。
日本の47都道府県は迷惑防止条例で「アップスカート」や「ダウンブラウス」を禁じている。例えば、北海道の迷惑防止条例 第2条の2の(2)「衣服等で覆われている身体又は下着をのぞき見し、又は撮影すること」とある。
「アップスカート」でも「ダウンブラウス」でもないが、最高裁判所第三小法廷は、北海道のショッピングセンターでズボンを着用した女性客の臀部をカメラ付き携帯電話で多数回撮影した行為を、北海道の迷惑防止条例に違反すると認定した。（「盗撮」を参照）

### 子供
親の許可なく、子供（18歳未満）の画像・動画・音声を記録するのは、米国・ニュージャージー州では違法である。

### 公開
欧州では、一般人が一般人を写真に撮り、誰もが見られるように公開することは、公有地内の人物撮影でも禁止されている。そのため、いくつかの国ではGoogle ストリートビューの導入が遅れた。

### ボイスレコード
集団の音声録音（ボイスレコード）をする時、集団内の何人が許可すれが良いかは米国の州によって法律が異なる。38州とワシントンD.C.は、集団の1人が許可すれば、会話を録音してもよい。他方、カリフォルニア、コネチカット、デラウェア、フロリダ、イリノイ、メリーランド、マサチューセッツ、ネバダ、ニューハンプシャー、ペンシルバニア、バーモント、ワシントンの各州では、会話を録音するには集団全員の許可が必要である。